# UN-Sonderberichterstatter betreffend Minderheiten
Die Stelle des Sonderberichterstatter betreffend Minderheiten (engl.: Special Rapporteur on minority issues) wurde geschaffen, da Minderheiten in allen Regionen der Welt ernsten Bedrohungen, Diskriminierung und Rassismus ausgesetzt sind und häufig von der Teilnahme am wirtschaftlichen, politischen und sozialen Leben ausgeschlossen werden. Er soll unter Berücksichtigung der bestehenden internationalen Normen und der nationalen Minderheitengesetze, die Umsetzung der Deklaration der Rechte von Angehörigen nationaler oder ethnischer, religiöser und sprachlicher Minderheiten der UN-Generalversammlung von 1992 überprüfen und fördern.

## Geschichte
Die UN-Menschenrechtskommission schuf die Stelle des Sonderberichterstatters am 21. April 2005 mittels einer Resolution, in welcher auch der Auftrag definiert wurde. Nachdem die UN-Menschenrechtskommission im Jahr 2006 durch den UN-Menschenrechtsrat ersetzt wurde, ist dieser nun zuständig und übt die Aufsicht aus. Die letzte Verlängerung des Mandates erfolgte am 6. April 2017.

## Das UN-Mandat
Der Sachverständige ist kein Mitarbeiter der Vereinten Nationen, sondern wird von der UN mit einem Mandat beauftragt und dazu erließ der UN-Menschenrechtsrat einen Verhaltenskodex. Der unabhängige Status des Mandatsträgers ist für die unparteiische Wahrnehmung seiner Aufgaben entscheidend. Die Amtszeit eines Mandats ist auf maximal zweimal drei Jahre begrenzt.
Er erstellt thematische Studien und erarbeitet Leitlinien zur Verbesserung der Menschenrechte. Der Sonderbeauftragte macht auf Einladung von Staaten Länderbesuche und kann in beratender Funktion Empfehlungen abgeben. Er prüft Mitteilungen und unterbreitet den Staaten Vorschläge, wie sie allfällige Missstände beheben können. Er macht auch Anschlussverfahren, in welchen er die Umsetzung der Empfehlungen prüft. Dazu erstellt er Jahresberichte zu Händen des UN-Menschenrechtsrates.

## Amtsinhaber
- 2005–2011 Gay McDougall – USA
- 2011–2017 Rita Izsák-Ndiaye – Ungarn
- 2017–2023 Fernand de Varennes – Kanada
- seit 2023 Nicolas Levrat – Schweiz

## Websites
- Website des Sonderberichterstatters (englisch)